# Cayley-Dickson-constructie
In de abstracte algebra, een deelgebied van de wiskunde, genereert de Cayley-Dickson-constructie, vernoemd naar Arthur Cayley en Leonard Eugene Dickson,  een rij van algebra's over het lichaam van de reële getallen, elk met een dimensie gelijk aan twee keer de dimensie van de vorige. De algebra's die in dit proces worden gegenereerd staan bekend als Cayley-Dickson-algebra's. De constructie is speciaal bedoeld voor het achtereenvolgens genereren van de complexe getallen, de quaternionen en de octonionen. 

## Definitie
De constructie bestaat erin dat van bepaalde hypercomplexe getallen paren gevormd worden als nieuwe hypercomplexe getallen. Optelling en vermenivuldiging worden als volgt gedefinieerd:
Voor de paren hypercomplexe getallen {\displaystyle (a,b)} en {\displaystyle (c,d)} is:
{\displaystyle (a,b)+(c,d)=(a+c,b+d)}
en
{\displaystyle (a,b)\cdot (c,d)=(ac-d^{*}b,da+bc^{*})},
waarin {\displaystyle x^{*}=(x_{1},-x_{2})} de geconjugeerde van het hypercomplexe getal {\displaystyle x=(x_{1},x_{2})} voorstelt. Voor reële {\displaystyle x} is {\displaystyle x^{*}=x}.
Bij de vermenigvuldiging is de volgorde van de factoren belangrijk, aangezien de vermnigvuldiging niet noodzakelijk commutatief is.
Alternatief
Als alternatieve definitie kan een nieuw type hypercomplex getal gedefinieerd worden door 
aan bestaande hypercomplexe getallen een nieuw eenheid {\displaystyle \varepsilon } toe te voegen en de sommen {\displaystyle a+b\,\varepsilon } als nieuwe hypercomplexe getaleen op te vatten met als optellig
{\displaystyle (a+b\,\varepsilon )+(c+d\,\varepsilon )=(a+c)+(b+d)\,\varepsilon }
en als eermenigvuldiging
{\displaystyle (a+b\,\varepsilon )\cdot (c+d\,\varepsilon )=(ac-d^{*}b)+(da+bc^{*})\,\varepsilon .}
Bij deze constructie is gemakkelijk in te zien dat:
{\displaystyle \varepsilon ^{2}=-1}
en dat de nieuwe eenheid {\displaystyle \varepsilon } anticommuteert met de imaginaire eenheid {\displaystyle \varepsilon _{0}} van het uitgangssysteem: 
{\displaystyle \varepsilon \cdot \varepsilon _{0}=-\varepsilon _{0}\cdot \varepsilon }.
Het verband tussen beide definities wordt gevormd door de relatie:
{\displaystyle \varepsilon =(0,1)}.
De Cayley-Dickson-constructie definieert een involutie op de directe som van een algebra met zichzelf. Het product van een element en zijn conjugaat (of soms de vierkantswortel hiervan) wordt de norm genoemd.
De symmetrieën van de reële getallen verdwijnen als de Cayley-Dickson-constructie herhaaldelijk wordt toegepast: eerst verliest men de orde, vervolgens de commutativiteit van vermenigvuldiging, en ten slotte de associativiteit van vermenigvuldiging.
Meer algemeen transformeert een Cayley-Dickson-constructie elke algebra met involutie naar een andere algebra met involutie met tweemaal de dimensie.

## Toepassingen

### Van reëel naar complex
Op de bekende manier kan een complex getal gedefinieerd worden als een paar reële getallen {\displaystyle (a,b)}. Omdat voor reële getallen {\displaystyle a^{*}=a} is en de vermenigvuldiging commutatief is, geldt:
{\displaystyle (a,b)+(c,d)=(a+c,b+d)}
en
{\displaystyle (a,b)\cdot (c,d)=(ac-bd,ad+bc)}
Met {\displaystyle i=\varepsilon =(0,1)} krijgt men de gebruikelijk voorstelling.

### Van de complexe getallen naar de quaternionen
De complexe getallen hebben niet meer in het algemeen de eigenschap dat ze gelijk zijn aan hun geconjugeerden. Wel is de vermenigvuldiging nog commutatief. Een quaternion als paar complexe getallen {\displaystyle (a,b)} voldoet dus aan de rekenregels: 
{\displaystyle (a,b)+(c,d)=(a+c,b+d)}
en
{\displaystyle (a,b)\cdot (c,d)=(ac-bd^{*},ad+bc^{*})}
Met {\displaystyle j=\varepsilon =(0,1)} en {\displaystyle k=i\cdot j} krijgt men de gebruikelijk voorstelling. De vermenigvuldiging van quaternionen is niet meer commutatief, maar nog wel associatief.

### Van de quaternionen naar de octonionen
Op geheel analoge wijze kunnen de octonionen gevormd worden als paren quaternionen. Daarbij gaat ook de associativiteit van de vermenigvuldiging verloren. Wel vormen de octonionen een alternatief lichaam/veld. 
In de gebruikelijke voorstelling is {\displaystyle l=\varepsilon =(0,1)}.

### Verder
Toepassing van de constructie op de octonionen levert de sedenionen. Zij vormen niet meer een delingsalgebra. Wel zijn de sedenionen machtassociatief, een eigenschap die ook bij verdergaande toepassing behouden blijft.

## Voetnoten
1. ↑   Schafer (1995), blz. 45